# Louis B. Sohn
Louis Bruno Sohn (Leópolis, Imperio austrohúngaro, 1 de marzo de 1914-Falls Church, Virginia, 7 de junio de 2006) conocido como L. B. Sohn, fue un jurista ucraniano y estadounidense, profesor en la Universidad de Harvard, reconocido por su aportación al establecimiento de organizaciones internacionales como Naciones Unidas.

## Trayectoria
Sohn nació en la ciudad de Leópolis, en la actual Ucrania, que entonces formaba parte del Imperio austrohúngaro, más tarde Polonia y ahora Ucrania. Consiguió su graduación en Derecho en la Universidad de Leópolis John Casimir en 1939, después se trasladó a los Estados Unidos con una beca de investigación en Harvard, dos semanas antes de que la Invasión alemana de Polonia de 1939. Fue un becario de Derecho internacional y abogado de instituciones internacionales.
Como profesor ayudante de Manley O. Hudson, participó en la Conferencia de San Francisco que estableció las Naciones Unidas, trabajando en el estatuto de la Corte Internacional de Justicia. Sohn obtuvo su máster en Derecho y se doctoró en Ciencias Jurídicas en la Escuela de Derecho de Harvard. Aquí fue nombrado profesor asistente en 1951, sucediendo a Manley O. Hudson en la Cátedra George Bemis en 1961. Tras retirarse de Harvard, Sohn siguió a su amigo Dean Rusk a la Facultad de Derecho de la Universidad de Georgia, donde ocupó la cátedra Woodruff de Derecho Internacional hasta 1991.
Sohn sirvió como abogado al Asesor Legal del Departamento de Estado de los Estados Unidos en 1970 y 1971. Sohn fue Consejero de Derecho Internacional en el Departamento de Estado USA con el  Secretario de Estado, Dean Rusk, con los presidentes  John F. Kennedy y L.B. Johnson. Fue delegado de Estados Unidos en la Convención de las Naciones Unidas sobre el Derecho del Mar de 1974 a 1982. 
En 1958, Sohn fue coautor, con Grenville Clark, de Paz Mundial mediante la Ley Mundial (Harvard Prensa Universitaria), donde examinó propuestas para transformar las Naciones Unidas en un gobierno mundial. El libro pide el desarme total y el uso de tribunales mundiales de justicia para solucionar disputas internacionales. El plan también incluye la propuesta de una fuerza de policía mundial permanente para aplicar una prohibición en el uso de la fuerza por los estados.
Estuvo nominado para el Premio Nobel de la Paz por numerosas personas entre 1959 a 1964. Sohn ha recibido además reconocimientos como la obra colectiva "Essays in Honor of Louis B. Sohn, Contemporary Issues in International Law", publicación con ensayos escritos por 23 alumnos de Sohn, entre ellos el artículo "Differencial Voting Strength" del español Vicente Blanco Gaspar.
A la muerte de Sohn en 2006, el Secretario General de la ONU Kofi Annan emitió una declaración que subraya la  reputación de Sohn como "una voz de razón y fuente de sabiduría" y celebró su "firme creencia en la importancia de las Naciones Unidas y de la regla de ley para resolver disputas internacionales."

## Obra seleccionada
- 1957 The law of the sea in a nutshell, Louis B. Sohn y otros. ISBN 978 0 314 16941 9.[8]
- 1981 Remarks by Louis B. Sohn[9]

## Reconocimientos
- 1954 a 1964 nominado al Premio Nobel de la Paz.[5]
- 1984 "Essays in Honor of Louis B. Sohn, Contemporary Issues in International Law", obra colectiva: Vicente Blanco Gaspar y otros.[6]